# Poa khasiana
Poa khasiana är en gräsart som beskrevs av Otto Stapf. Poa khasiana ingår i släktet gröen, och familjen gräs. Inga underarter finns listade i Catalogue of Life.